# Unión de Federalistas Europeos

Bandera de la Unión de Federalistas Europeos

La Unión de Federalistas Europeos (UFE) es una asociación creada en 1946 cuyo objetivo consiste en la creación de una Europa federal.

## Objetivos
La Unión de Federalistas Europeos es una organización no gubernamental cuyo objetivo consiste en promover una Europa Federal. Compuesta de 20 organizaciones constituyentes, esta asociación está activa a nivel europeo, nacional y local desde 1946.
La UEF fue fundada poco después de la Segunda Guerra Mundial, con la siguiente convicción:

“Únicamente una Federación Europea, basada en la idea de unidad en la diversidad, podría superar la división del continente que ha causado tantos sufrimientos y destrucciones durante las dos Guerras Mundiales. Los federalistas creen que un esfuerzo común por parte de los ciudadanos europeos, trabajando con el mismo objetivo, podría crear una Europa tranquila y democrática, garantizando la libertad y la protección de los derechos del hombre.”

La UEF se reconoce a sí misma dentro del federalismo europeo y tiene por objetivo trabajar por la creación de una Federación Europea dotada de instituciones supranacionales y de poderes soberanos limitados. A saber, un Gobierno federal, una asamblea popular elegida mediante sufragio universal directo, un Senado federal que represente los Estados miembros y, eventualmente, las regiones, y una Corte de Justicia. La Federación europea tendrá que garantizar las libertades fundamentales –incluido el derecho de oposición– y asumir la máxima participación de ciudadanos a todos los niveles.

## Historia
Después de las dos conferencias en septiembre de 1946 en Hertenstein (Suiza) y, en octubre del mismo año, en Luxemburgo, los federalistas deciden fundar la Unión Europea de Federalistas, para después crear la UEF (la Unión de Europeos Federalistas) en diciembre de 1976 en París.
Esta organización agrupa varias iniciativas salidas de la resistencia, teniendo por objetivo el de crear una federación europea, especialmente el Movimiento Federalistas Europeo creado al día siguiente de la caída de Mussolini en Milán, del 27 al 29 de agosto de 1943, con el impulso de Altiero Spinelli. El comité francés para la federación europea creada en Lyon por miembros del grupo “Franco-tiradores” en junio de 1944.
El congreso constitutivo tuvo lugar en Montreux (Suiza) del 27 al 31 de agosto de 1947. Las mociones adoptadas definen los principios del federalismo al cual se adhieren la organización y sus objetivos de unificación europea. Entre sus primeros animadores se encontraron Alexandre Marc, Denis de Rougement, Altiero Spinelli y Henri Frenay.
La asociación se implicó en la campaña a favor de la Comunidad Europea de Defensa, que fracasó en 1954.
Una escisión separó a los que apoyaban el proyecto de la Comunidad Económica Europea de aquellos que deseaban construir Europea movilizando a ambos los ciudadanos con vistas a una asamblea constituyente europea. Las dos ramas se reunieron de nuevo en 1973 para llevar a cabo una campaña para la elección del Parlamento Europeo mediante sufragio universal, que alcanzó su objetivo en 1979; para una moneda única europea y, finalmente, una Constitución Europea.
Una rama autónoma fue igualmente creada en la misma época: los Jóvenes Europeos Federalistas (JEF).
La implantación de la asociación es hoy en día muy variada según los países. Entre abril de 2005 y octubre de 2008, el movimiento estuvo presidido por Mercedes Bresso, presidenta de la región de Piamonte, quien sucedió a Jo Leinen, eurodiputado del Partido Socialista, por aquel entonces presidente de la Comisión de Asuntos Constitucionales de la Eurocámara. Desde octubre de 2008, el presidente de UEF es el eurodiputado Andrew Duff, miembro al mismo tiempo del Grupo Spinelli, fundado en Bruselas en 2010.

## Misión
La misión de la UEF consiste en:
- Despertar la conciencia del público en torno a las cuestiones europeas. UEF organiza debates públicos, seminarios, stands de información, campañas y acciones en la calle sobre cuestiones comunitarias clave.
- Ejercer presión sobre políticos afines. La UEF lleva a cabo acciones de lobby, establece plataformas para diseminar la comprensión del federalismo e inicia debates tanto en el Parlamento Europeo como en los parlamentos nacionales.
- Diseminar ideas a través de una comunicación fuerte. Vía comunicados de prensa, la página web, la newsletter, así como otras declaraciones políticas destinadas a la más amplia opinión pública europea y sus actores.
- Cooperar con otras organizaciones no gubernamentales (ONG). En especial la sociedad civil europea, como los Jóvenes Federalistas Europeos y el Movimiento Europeo para, finalmente, hacer presión sobre políticos mediante la organización de manifestaciones.